# 伊藤麻希
伊藤 麻希（いとう まき、1995年（平成7年）7月22日 - ）は、日本の女性プロレスラー、タレント。東京女子プロレスに定期参戦。NEO伊藤リスペクト軍団リーダー。本名は非公開。福岡県小郡市出身。血液型O型。

## 経歴
2011年
- 7月、「LinQ」2期生としてグループに加入。

2013年
- 8月13日、DDT両国国技館大会『DDT万博 ～プロレスの進歩と調和～』でのアイドルランバージャック4WAYでプロレスのリングに上がりバックダンサーでありながら自分をPR、他のアイドルがリング周辺にいる中、一人高木三四郎と会場中で場外乱闘を繰り広げ爪跡を残したの[4][5]をきっかけに、プロレスに興味を抱く。

2014年
- ミスiD2015に応募しファイナリストに選出、9月26日、ミスは逃すが佐久間宣行賞を受賞。
- 8月10日、九州プロレス設立6周年記念大会『筋肉山笠'14』でがばいじいちゃんのセコンドして試合に参加[6]（対戦相手はばってん×ぶらぶら）。

2016年
- 7月3日、福岡・博多スターレーンにて行われた『DDTスーパースターレーン2016』にてプロレスデビューを発表[7]。
- 12月11日、福岡・博多スターレーンでのDDTプロレスリング『Road to SUPER ARENA～ドラマティック・ドリーム・とんこつ～』での山下実優戦でプロデビュー[8]。

2017年
- 1月4日、東京・後楽園ホールでの東京女子プロレス『東京女子プロレス’17』で才木玲佳と対戦[9]。以降同団体にレギュラー参戦。
- 3月、東京女子プロレス宣伝部長およびLinQ宣伝部長に就任[10]。
- 4月8日、東京女子プロレス成増大会にて対戦した瑞希を半ば強引に勧誘し「伊藤リスペクト軍団」を結成。
- 6月20日、「LinQ」としての活動終了と再編に伴うエンターテインメント集団『トキヲイキル』入りが発表され、伊藤はこれを公式ブログで直近に行われたAKB48 49thシングル選抜総選挙の話題に引っ掛けて批判と皮肉交じりで語った[11]。
- 8月20日、『LinQ』を正式卒業。『トキヲイキル』に籍は置くものの基本的にプロレスラーとして単独活動する。
- 8月26日、東京女子プロレス後楽園ホール大会では滝川あずさと対決。8分52秒に抱え込み式逆エビ固めでプロレス初勝利。試合後「LinQクビになった途端勝った!クビ、万歳（×3）、うるせえ!」とリング上で叫んだ[12]。
- 10月21日、元アイドリング!!!率いる元アイドル集団「メンテナンス」に仮入団。

2018年
- 1月4日、後楽園ホール大会にて男色ディーノと対戦。ディーノのお株を奪うリップロックを決めるも、男色ドライバーに沈む。また同日、伊藤リスペクト軍団の1stシングル「セツナイロ」リリース、オープニングでライブを行う。
- 1月6日、大阪・プロレスバー「カウント2.99」にて初の関西単独イベントを開催
- 1月7日、大阪大会を怪我で欠場も伊藤リスペクト軍団でのライブパフォーマンスには参加。
- 2月3日、練馬coconeriホール大会にてのの子のプロレス卒業試合の相手を務める。
- 5月15日、深夜のトーク番組『矢口真里の火曜The NIGHT』に、「伊藤リスペクト軍団」がアイドルユニット名義として初出演。
- 5月19日、北沢タウンホール大会にて才木玲佳&小橋マリカの保持する「TOKYOプリンセスタッグ王座」に伊藤リスペクト軍団で初挑戦するも敗北。
- 5月22日、DDT新木場1stRing大会『DDTマジ卍』にて「アイアンマンヘビーメタル級選手権時間差入場バトルロイヤル」に出場、試合は途中敗退となったが試合後にベルトを保持していたアントーニオ本多を襲撃しベルトを奪取、自身初のベルト戴冠となる。
- 6月3日、新宿村スタジオより開催の「東京プリンセスカップ」に初エントリー。1回戦で王者山下実優と対戦し敗退。
- 6月30日、『TOKYO IDOL FESTIVAL 2018 アザーレコメンドLIVE』の決勝大会にエントリー。持ち時間15分で「セツナイロ」1曲とトークのみというパフォーマンスを繰り広げる。
- 8月3日・4日・5日、アイドルの祭典『TOKYO IDOL FESTIVAL 2018』にレスラーとしてDDTプロレスリングの選手と共に初参戦。また、元アイドル集団「メンテナンス」の一員としてもステージに立つ。
- 9月4日より開始された「DDTドラマティック総選挙2018」にエントリー。3度の中間発表ではいずれも首位を走るも、最終的には3位となる。また、この結果により翌年4月開催のDDTニューヨーク大会出場メンバーに選抜される。
- 11月3日、アイドル応援アプリ「CHEERZ」にてファン向けコミュニティを開設[13]。
- 11月4日、新木場大会にて行われた「イッテンヨン挑戦者決定時間差入場バトルロイヤル」で勝ち残り、山下実優の保持するTOKYOプリンセス・オブ・プリンセス王座への2019年1月4日後楽園大会での挑戦権を得る。
- 12月16日、以前から参加していた元アイドル集団「メンテナンス」に正式入団。

2019年
- 1月4日、後楽園ホール大会のメインにて山下実優の保持するTOKYOプリンセス・オブ・プリンセス王座に挑戦も敗北。
- 2月16日、両国国技館にて行われたマッスル「マッスルマニア 2019 in 両国〜俺たちのセカンドキャリア〜」にゲスト出演。
- 2月23日、新宿FACE大会にて万喜なつみとシングルで対戦し丸め込みで勝利。
- 3月21日、トキヲイキルのメンバーとして1stアルバム「トキヲイキル」に参加、一部リリースイベントにも参加。
- 3月31日、博多スターレーン大会にて辰巳リカとシングルで対戦し、伊藤スペシャルで下し、凱旋試合を勝利で飾る。
- 4月4日（現地時間）、DDTニューヨーク市大会にて山下実優とシングルマッチ。初の海外遠征となる。
- 4月5日（現地時間）、ジョーイ・ライアン主催興行「Penis Party」にて行われたアイアンマンヘビー級選手権時間差入場バトルロイヤルに急遽出場するも、男色ディーノと大石真翔のラフレシアを食らい脱落[14]。
- 4月20日、「ギュウ農フェス 春のSP2019 プレイベントVol.3」にトキヲイキルのメンバーとして出演。
- 5月3日、後楽園ホール大会にてアジャ・コングと対戦。試合後、実は80万円かけて小顔整形をしていた事と、それを誰にも気づいてもらえなかった事を告白[15]。
- 8月2日、『TOKYO IDOL FESTIVAL 2019』にて行われたDDTの路上プロレスに参戦。途中、アイアンマンヘビーメタル級王座も奪取。
- 9月21日・22日にスペイン遠征。マドリード市にて行われた「第10回Japan Weekend」に出場。
- 10月19日、両国KFC大会にてまなせゆうなの保持するインターナショナル・プリンセス王座に挑戦し、相手のエビ固めを切り替えして丸め込み勝利、同王座を初戴冠。
- 11月2日、両国KFCホールにて行われた両国フラゲ祭りにクリス・ブルックスとの「NEO伊藤リスペクト軍団」が初タッグ。大石真翔＆平田一喜組に勝利。
- 11月3日、両国国技館にて行われたDDT「Ultimate Party 2019〜DDTグループ大集合!〜」にてクリス・ブルックスとのタッグでガントレットタッグマッチに出場、6組中4番手に登場し1勝を挙げるもその後敗退。
- 11月16日、名古屋大会にて行われたインターナショナル・プリンセス王座戦でナイトシェイドを相手に初防衛。

2020年
- 1月4日、後楽園ホール大会にて乃蒼ヒカリを相手にインターナショナル・プリンセス王座の二度目の防衛。
- 1月5日、板橋大会にて行われたインターナショナル・プリンセス王座戦にてサンダー・ロサに敗北し王座陥落。
- 1月11日、ロンドンの229ザ・ベニューにて行われたプロレスリングEVEのPPVイベント「Wrestle Queendom3」に参戦、"ザ・セッション・モス"マルティナと対戦し伊藤デラックスで勝利を収める。
- 7月4日、3月より延期されていたらくとのタッグでのTOKYOプリンセスタッグ王座に挑戦も敗北。

2021年
- 2月、AEW女子世界王座次期挑戦者決定トーナメント日本サイド出場、1回戦で水波綾に敗退。
- 3月7日、フロリダ州ジャクソンビルで行われたAEWのPPVイベント「Revolution」のPreshowにサプライズ出場、ブリット・ベイカーと組んで里歩＆サンダー・ロサ組に勝利。
- 3月15日配信、AEWYouTube新番組「AEW Dark Elevation」のメインイベントで里歩と対戦。
- 3月20日、自身のSNSツールTwitterのアカウントが、第三者にハッキングされた事件を東京女子プロレスが公表[16]。この件は海外でも報道され、1万6千件以上のツイートが削除される被害を受けたと伝えている[17]。
- 8月15日、後楽園ホールで行なわれた第8回東京プリンセスカップ決勝戦で中島翔子に勝利し初優勝。
- 12月4日、新宿FACE大会にて行われたインターナショナル・プリンセス王座次期挑戦者決定時間差入場バトルロイヤルで勝利。2022年1月4日後楽園ホール大会にて乃蒼ヒカリの持つ王座に挑戦することが決定。

2022年
- 1月4日、後楽園ホール大会で行なわれたインターナショナル・プリンセス王座戦にて乃蒼ヒカリを破り二度目の戴冠。
- 2月11日、後楽園ホール大会で行なわれたインターナショナル・プリンセス王座戦にて上福ゆきを破り防衛。
- 3月19日、両国国技館大会で行なわれたインターナショナル・プリンセス王座戦にて荒井優希を破り防衛。
- 5月18日、テキサス州ヒューストンで行われた「AEW Dynamite」でのオーエン・ハートファウンデーション女子トーナメントに「JOKER」としてサプライズ出場、ブリット・ベイカーと対戦。
- 9月21日、タレントとしての所属が、新設した芸能事業部「Uniiique（ユニーク）」に社内移籍[18]。

2023年
- 1月28日、2017年から籍を置く所属事務所のエンタメユニット「トキヲイキル」の脱退を表明していたものの[19]、卒業公演セレモニーの最中で撤回。
- 2月11日、後楽園ホール大会にて第３回"ふたりはプリンセス"Max Heartトーナメントに優勝。（パートナーは山下実優）
- 2月21日、東京ドームで開催されたプロレスリング・ノアの興行「KEIJI MUTO GRAND FINAL PRO-WRESTLING "LAST" LOVE〜HOLD OUT〜」にて、東京女子プロレスの提供試合として8人タッグマッチに出場。自身初となる東京ドームでの試合かつ、初のノアでのリングで試合を行う。
- 3月18日、有明コロシアム大会にて山下実優とのタッグ「121000000」でマックス・ジ・インペイラー＆ハイディ・ハウイツァの「ウェイストランド・ウォー・パーティー」に勝利しプリンセスタッグ王座奪取（第12代）。

2025年
- 7月5日、古巣のアイドルグループLinQのライブに、卒業以来一夜限りの参加[20]。これをもって、アイドルの活動に正式な終止符を宣言[21]。

## 人物
- 「伊藤」は本名だが「麻希」は芸名。「いとまきのうた」でいじめられた経験があるため、あえてつけた[22]。
- かつては「アイドル界一顔がでかいアイドル」[23]、顔がデカくてカワイイ「デカカワ」や[24]、アイドルグループ・LinQを卒業後は「クビドル」（クビになったアイドル）と自称している[25]。
- 特技は頭突き、お絵描き、作文を書くこと。
- 「AbemaWave」番組取材でLinQ・髙木悠未が自宅へ行った際、デビュー半年前からプロレスラーになるため家族の反対を押し切り上京したことを告白[26]。髙木もプロデビューは報道で知ったという。
- スリーサイズはB80：W65：H80[27]Cカップ[28]。
- 2018年、「テレ朝公式ウォッチガール」[29]に就任。主に「HUGっと!プリキュア」の感想を書いている。
- 2018年6月4日より配信アプリ「BIGO LIVE」による毎日1時間の定期配信を半年間限定で開始[30]。
- 尊敬する人物は、岡村隆史。苦悩していた10代の頃『めちゃ×2イケてるッ!』を観て、病気から復活した姿に元気づけられた[31]。
- 初めてファン心を抱いたレスラーは愚乱・浪花[32]。
- コールアンドレスポンス「世界一可愛いのは？」「伊藤ちゃん」を考えたのは上福ゆきである。その他にも衣装を考える手伝いもしている。普段から食事に行ったり愚痴を言い合ったりLINEをしたり、本当の女友達の関係になったと上福は語る[33]。

## 主な所属および提携
- 東京女子プロレス - 主戦場
  - DDTプロレスリング - 東京女子プロレスの親会社
  - 伊藤リスペクト軍団 - 自らがリーダーを務めるチーム
  - 121000000 - 山下実優とのユニット
- IQプロジェクト / Uniiique - タレントとしての所属先ジョブ・ネット（現Uniiique系列）運営のエンターテイメント事業部
  - LinQ（リンク） - 古巣
  - トキヲイキル - LinQ降板後に籍を置いているガールズ・エンタメユニット。
- メンテナンス - グループアイドル時代の戦友が集う女性集団

## 得意技
「逆エビ固め」「頭突き」「DDT」を主軸とするスタイル。
伊藤スペシャル
通常のテキサスクローバーホールドの手のクラッチとは違い、お祈りをするような形で自身の手同士をクラッチする。
伊藤デラックス
相手の腕を足でロックした状態での伊藤スペシャル。最上級のフィニッシャー。
伊藤ロイヤル
伊藤スペシャルの入りから相手を裏返さずジャックナイフに移行して押さえ込む。
伊藤パニッシュ
相手の背中にヒザを立てて決める逆エビ固め。
抱え込み式逆エビ固め
初勝利時のフィニッシャー。
逆片エビ固め
片足タックルで相手をうつ伏せに倒し、後転して相手の背中に乗りつつ逆片エビ固めに移行するムーブを持つ。
フライング・ビッグヘッド
頭突き
一本足頭突き
こけしちゃん
本間朋晃の「小こけし」のような形で倒れこみ、頭部を相手に当てる。
実況等では「こけし」「チョコバット」等と呼ばれていたが、2023年3月発売の東京女子プロレスファンブックにて技名を公表。
DDT
飛びつき式DDT
スイングDDT
ハンマーロックDDT
エレベイテッドDDT
I.S.D（ITOH SUICIDE DDT）
リング上の相手に対するコーナーからの飛びつき式DDT。
怪音波
相手の耳元で叫ぶ。
ミサイルキック
スリーパーホールド
締めながら中指を立てる。
世界一可愛いナックル
相手をコーナーに詰めた状態から眼前に立ちふさがる形でセカンドロープに立ち、観客とのコール&レスポンス「世界一可愛いのはー？」「伊藤ちゃーん！」に続いて相手の頭部にナックルを数発叩きこむ。
カサドーラ
スタナー

## タイトル歴
東京女子プロレス
- インターナショナル・プリンセス王座（第3代、第7代）
- プリンセスタッグ王座（第12代、第17代、パートナーは山下実優）
- 東京プリンセスカップ優勝（2021年）
- "ふたりはプリンセス"Max Heartトーナメント
  - 2023年優勝（パートナーは山下実優）

DDTプロレスリング
- アイアンマンヘビーメタル級王座（第1310代、第1330代、第1332代、第1357代、第1387代、第1392代）

ゲーム・チェンジャー・レスリング
- GCWエクストリーム王座（第10代）

プロレスリング・イラストレーテッド
- 2021年 PWI Women's 150 - 24位[36]
- 2022年 PWI Women's 150 - 37位[37]
- 2023年 PWI Women's 250- 60位[38]
- 2024年 PWI 500 - 456位[39]
- 2024年 PWI Women's 250 - 69位[40]

## 入場曲
- 最恐KAWAII IDOL QUEEN／伊藤麻希 - 2025年1月4日の後楽園ホールより使用。伊藤の入場曲としては初のオリジナル曲で、作詞は本人。専用マイクで歌唱しつつ入場する。

過去
- セツナイロ／伊藤リスペクト軍団 - 『トキヲイキル』の楽曲のカバー。2017年9月の大阪大会から年内いっぱいは伊藤ソロバージョンを使用していた。
- もう恋なんてしない - LinQを卒業した後、上記楽曲をレコーディングするまでの間、この曲をアカペラで伊藤が歌いつつ入場。
- カロリーなんて／LinQ
- Brooklyn the hole／伊藤麻希 - 『トキヲイキル』の楽曲のソロカバー。2019年5月3日の後楽園ホール大会から2024年12月29日の後楽園ホール大会まで使用。Mr.HAKU訳詞による英語バージョンもあり、2022年秋頃から併用。大会場の試合では、トキヲイキルメンバーがバックダンサーとして協力することもあった。

## 出演

### イベント

#### 個人
- 伊藤麻希 後楽園ホール初勝利祝賀会〜負けたけどタイトル変えるの面倒臭い〜（2017年1月5日、LOFT9 sibuya）
- 伊藤麻希選手大阪初イベント〜新時代のカリスマいらっしゃい！〜（2018年1月6日、プロレスリングBARカウント2.99）
- 伊藤麻希大阪単独イベントvol.2～ぶった斬り～（2018年4月14日、プロレスリングBARカウント2.99）
- TOKYO IDOL FESTIVAL 2018 アザーレコメンドLIVE（2018年6月30日、代アニLIVEステーション）
- 伊藤麻希生誕トークイベント「仁義なき伊藤会」（2018年7月22日、阿佐ヶ谷ロフトA）
- 仁義なき伊藤会〜大阪編〜（2018年10月12日、プロレスリングBARカウント2.99）
- 仁義なき伊藤会 総選挙感謝編（2018年11月3日、渋谷ロフト9）
- 仁義なき伊藤会・猪突迎春編（2019年1月14日、阿佐ヶ谷ロフトA）
- 伊藤の年齢が24歳になるわけがない（2019年7月21日、BARドロップキック）
- 仁義なき伊藤会～誕生日プレゼントはAmazonギフト券がいい～（2019年7月22日、阿佐ヶ谷ロフトA）ゲスト：松村香織、吉田豪
- 仁義なき伊藤会〜大阪の夜 カウント2.99編〜（2019年7月27日、プロレスリングBARカウント2.99）
- 仁義なき伊藤会　〜女帝に天下の獲り方聞いてみた〜（2020年1月14日、阿佐ヶ谷ロフトA）ゲスト：ブル中野
- 仁義なき伊藤会〜大阪の夜2020 カウント2.99編〜（2020年1月25日、プロレスリングBARカウント2.99）
- でか美祭 2020（2020年8月8日、Shibuya O-WEST）主催：ぱいぱいでか美
- SKE48 14th Anniversary Festival 2022（2022年9月25日、名古屋市総合体育館）[41]

#### トキヲイキル
- IQプロジェクト年末大感謝祭2018～紅白LIVE合戦!!～（2018年12月29日・30日、福岡 天神ベストホール）
- トキイキフェスティバル（2019年3月21日 - 24日、福岡 ぽんプラザホール）
- ギュウ農フェス春のSPプレイベント～メインステージ争奪戦はもう始まってんだぞ！（2019年4月20日、大塚Hearts Next）
- IQプロジェクト年末大感謝祭2020（2020年12月26日・27日、Zepp Fukuoka・福岡 スカラエスパシオ）
- IQプロジェクト年末大感謝祭2021（2021年12月28日・29日、福岡 スカラエスパシオ）
- トキヲイキル5周年記念ワンマンライブ「みんなとイキル」振替公演（2023年1月28日、福岡 DRUM LOGOS）

#### メンテナンス（グループ）
- はまぐちコントサークル〜企画編〜「スナックうめ子スペシャル」（2017年6月・10月、2018年3月・7月、2019年12月ほか、新宿角座） - 準レギュラー
- TOKYO IDOL FESTIVAL（フジテレビ本社屋/お台場特設会場）
  - TIF2017 （2017年8月6日）

『スナックうめ子2017 〜ママのいない夏〜』『はまぐちコントサークル in TIF2017』
  - TIF2018 （2018年8月4日・5日）

『スナックうめ子2018 ～今年も色々あるよねー～』『はまぐちコントサークル in TIF2018』
  - TIF2019 （2019年8月4日）

『スナックうめ子2019』

### テレビ
- プロレスのススメ（2017年8月16日・23日、サムライTV）
- 速報！バトル☆メン（2017年8月23日、サムライTV）
- 26時のマスカレイド 「踊れマスカ？TV」（2017年11月 - 、TOKYO MX2・KawaiianTV） - MC
- ゴッドタン（2015年6月13日、2018年6月10日、テレビ東京）
- 悩める前職：アイドルちゃん～アイドルやめて何するの？～ （2018年12月27日、テレビ朝日）
- バリはやッ!ZIP!（2019年3月15日、福岡放送）
- 木曜ドォーモ（2019年7月25日、九州朝日放送）

### ウェブテレビ
- お願いランキング#AbemaTV（2017年2月17日、AbemaTVスペシャル2）[42] - 美女レスラー対決
- ぶらり路上プロレス（2017年3月 - 、#13 - 14、Amazonプライム・ビデオ） - 旅人
- おぎやはぎの「ブス」テレビ（2017年5月22日、AbemaTVスペシャル）
- はまぐちコントサークル〜企画編〜「スナックうめ子スペシャル」（2017年6月・10月、2018年3月・7月ほか、SHOWROOM）- 「メンテナンス」のサポートメンバーとしてレギュラー出演
- TOKYO IDOL FESTIVAL 2017
  - スナックうめ子〜2017 ママのいない夏〜（2017年8月6日、SHOWROOM）
  - はまぐちコントサークル in TIF2017（2017年8月6日、Rakuten TV）
- 楽天スーパーライブTV（2017年6月27日）
- ニコラジ（2017年7月12日、ニコニコ生放送）
- Kissうぃ～ね！（2017年8月3日、AbemaTVスペシャル）
- ぶるぺん（2017年11月27日、GYAO!）
- DDTの木曜The NIGHT（2018年1月11日・5月3日等・不定期出演、AbemaTVスペシャル）
- 東京女子プロレス中継（2018年2月18日 - 、[43] AbemaTV格闘チャンネル）
- DDTの木曜The NIGHT～東京女子プロレス ひな祭りSP～（2018年3月2日、AbemaTVスペシャル）
- DDT路上プロレスinフジサワ名店ビル（2018年4月27日、AbemaTV格闘チャンネル）
- 矢口真里の火曜The NIGHT（2018年5月15日、AbemaTVスペシャル）
- TOKYO IDOL FESTIVAL 2018
  - スナックうめ子2018 ～今年も色々あるよねー～（2018年8月4日・5日、SHOWROOM）
- 買えるバトルクラブ（2018年8月24日・9月28日、AbemaTVスペシャル）
- GACKTプロデュース!POKER×POKER（2019年7月11日、AbemaTVスペシャル 2チャンネル）
- TOKYO IDOL FESTIVAL 2019
  - スナックうめ子2019（2019年8月4日、SHOWROOM）
- でか美祭 2020（2020年8月8日、ニコニコ生放送）

### ラジオ
- R-ジャック（2019年4月15日、KBCラジオ）

### ドラマ
- BACK STREET GIRLS-ゴクドルズ-（2019年3月4日、毎日放送[44]、第3話）

### ウェブドラマ
- ガキ☆ロック～浅草六区人情物語～（2017年5月5日初回配信、第5話、Amazonプライム・ビデオ） - アイカ 役

### 映画
- 音量を上げろタコ！なに歌ってんのか全然わかんねぇんだよ！！（2018年10月12日、アスミック・エース）

### 舞台
- アリスインプロジェクト「アリスインデッドリースクール パラドックス[45]」（2016年8月11日 - 21日、池袋・シアターKASSAI） - 七里壱香 役
- タタカッテシネ第4.5回公演「燈火の中､貴方を想ふ」（2017年12月6日 - 10日、中野・劇場HOPE）
- タタカッテシネ&トキヲイキル合同公演「瀬戸内少女ラジオ局」（2018年8月8日 - 12日、福岡・ぽんプラザホール）
- 劇団トキヲイキル第四回本公演「STEP STEP STEP」（2018年12月12日 - 16日、福岡・ぽんプラザホール）
- 劇団☆ディアステージ × トキヲイキル コラボステージ「四月の霊」（2019年4月26日 - 29日、R’s アートコート）
- ウルトラマンション本公演vol.14「梅雨のむらさき」（2019年5月22日 - 26日、ワーサルシアター）

### モデル
- IDOL WRESTLER EXHIBITION アイドル×レスラー展（2018年3月13日 - 25日、銀座・ヴァニラ画廊）[46]
- 集英社「週刊プレイボーイ」No.16号 （2018年4月16日号）